# Connemara (Schiff, 2007)
Die Connemara ist eine 2007 gebaute Kombifähre. Sie wurde für die schwedische Reederei Stena RoRo gebaut, die sie an verschiedene Reedereien vercharterte und im November 2022 verkaufte. Seit Februar 2023 verkehrt die Fähre in der Cookstraße in Neuseeland.

## Geschichte
Das Schiff wurde 2007 auf der Basis des Entwurfs NAOS-P-250 unter der Baunummer 216 auf der italienischen Werft Cantiere Navale Visentini in Porto Viro gebaut. Das Schiff sollte als Stena Ausonia in Fahrt kommen.
Noch während des Baus vercharterte Stena RoRo das Schiff an die spanische Reederei Baleària, die das Schiff von 2007 bis 2010 als Borja im Verkehr zwischen Barcelona und den Balearischen Inseln einsetzte.
Anschließend wurde das Schiff an Ave Line verchartert und als Baltic Amber zwischen Travemünde und Ventspils bzw. Riga eingesetzt. Von Oktober 2010 bis Februar 2011 fuhr das Schiff für DFDS Seaways und ersetzte auf der Route Klaipėda – Kiel die durch einen Brand zerstörte Lisco Gloria. Die Baltic Amber befuhr die Strecke das erste Mal ab dem 17. Oktober 2010. Nachdem ab dem 2. Februar 2011 die Lisco Optima auf der Route eingesetzt wurde, wurde die Baltic Amber an den Eigentümer Stena RoRo zurückgeben werden.
Ab Anfang Dezember 2011 fuhr das Schiff für LD Lines, die es unter anderem auf der Route Saint-Nazaire – Gijón einsetzten. Im Juni 2011 wurde das Schiff in Norman Asturias umbenannt.
Ab Ende September 2014 fuhr das Schiff in Charter von Intershipping auf der Strecke zwischen Algeciras und Tanger.
Ab Februar 2016 setzte ANEK Lines das Schiff als Asterion ein.
Von April 2018 bis November 2022 fuhr das Schiff als Connemara in Charter für Brittany Ferries zwischen Santander und Cork.
Im November 2022 verkaufte Stena RoRo das Schiff. Seit Februar 2023 wird es von der neuseeländischen Reederei Bluebridge Cook Strait Ferries in der Cookstraße eingesetzt.

## Technische Daten
Angetrieben wird das Schiff von zwei MAN-Dieselmotoren mit jeweils 10.800 kW Leistung, die auf zwei Verstellpropeller wirken.